# SIGUSR1 і SIGUSR2
SIGUSR1 і SIGUSR2 — Користувацькі сигнали на POSIX-сумісних платформах, що надаються програмісту для реалізації власних механізмів міжпроцесної або міжпотокової взаємодії. Символьні змінні SIGUSR1 і SIGUSR2 оголошені у заголовному файлі signal.h. Символьні імена для сигналів використовуються через те, що їхні номери залежать від конкретної платформи.

## Етимологія
SIG є загальноприйнятий префіксом для назв сигналів. USR (англ. user) — користувач.

## Використання
Сигнали можуть бути відправлені в результаті виконання системного виклику kill() або однойменною командою оболонки.